# Migny
Migny är en kommun i departementet Indre i regionen Centre-Val de Loire i de centrala delarna av Frankrike. Kommunen ligger i kantonen Issoudun-Nord som tillhör arrondissementet Issoudun. År 2022 hade Migny 110 invånare.

## Befolkningsutveckling
Antalet invånare i kommunen Migny
Referens:INSEE